# گودزیلا در برابر کونگ
گودزیلا در برابر کونگ (به انگلیسی: Godzilla vs. Kong) یک فیلم آمریکایی در ژانر هیولایی به کارگردانی آدام وینگارد در سال ۲۰۲۱ است. این فیلم دنباله‌ای بر گودزیلا: سلطان هیولاها در سال ۲۰۱۹ و کونگ: جزیره جمجمه در سال ۲۰۱۷ و چهارمین فیلم دنیای سینمایی هیولاها برادران وارنر است و رویارویی این دو هیولا را در نبردی به نمایش می‌گذارد. در این فیلم بازیگرانی از جمله الکساندر اسکاشگورد، میلی بابی براون، ربکا هال، برایان تایری هنری، شون اوگوری، ایزا گونزالس، لنس ردیک، جولین دنیسون، کایل چندلر و دمیان بیچیر به ایفای نقش می‌پردازند.
در اکتبر ۲۰۱۵ لجندری پیکچرز ساخت این فیلم را یکی از برنامه‌های (دنیای هیولایی) برادران وارنر اعلام کرد. اتاق نویسندگان فیلم در مارس ۲۰۱۷ تشکیل شد و آدام وینگارد به عنوان کارگردان در ماه مه ۲۰۱۷ معرفی شد. فیلم قرار بود در نوامبر سال ۲۰۲۰ اکران شود؛ اما به علت دنیاگیری کووید-۱۹ و مشکلات پیش آمده متأثر از آن، اکران آن تا اواخر مارس سال ۲۰۲۱ تأخیر خورد.دنباله این فیلم گودزیلا و کونگ: امپراتوری جدید نام دارد.

## داستان
داستان پنج سال بعد از ماجراهای گودزیلا: سلطان هیولاها (فیلم ۲۰۱۹) و بعد از گذشت ۵۸ سال از وقایع فیلم کونگ: جزیره جمجمه جریان دارد. کونگ هم‌اکنون توسط مونارک در گنبدی غول پیکر در جزیره جمجمه تحت نظارت آلین اندروس و دختر بچه ای کر و لال که از طریق زبان اشاره با کونگ ارتباط برقرار می‌کند، کنترل می‌شود. در این بین شرکتی با نام ایپکس سایبرنتیک قصد دارد به زیست‌بومی باستانی در زیر زمین که به عنوان زمین تو خالی معرفی می‌شود، وارد شود. تلاش آن‌ها برای ورود به این مکان بی‌نتیجه بوده و آن‌ها نتوانستند که از بعد میان زمین و زمین خالی عبور کنند. انها می‌خواهند کونگ را به قطب جنوب برده تا با استفاده از او به زمین تو خالی راه پیدا کنند.  

## بازیگران
- الکساندر اسکارشگرد
- میلوی ،ب
- ایزا گونزالس
- ربکا هال
- شون اوگوری
- جسیکا هنویک
- کایل چندلر
- دمیان بیچیر[۸][۹][۱۰]

## بازخورد
فیلم ابتدا در تاریخ تاریخ ۲۶ مارس ۲۰۲۱ در چین به نمایش درآمد و با استقبال روبرو شد و توانست رکورد افتتاحیه یک فیلم در دوران کرونا را با فروش ۱۲۱/۸ میلیون دلار بشکند.
اما با واکنش متوسط منتقدان همراه بود و آن‌ها اکثراً اکشن فیلم، جلوه‌های ویژه و مبارزات را تحسین کردند اما مانند فیلم‌های قبلی دنیای هیولاها، آن‌ها داستان فیلم، شخصیت‌های انسانی و کشش و پیچش داستانی را ضعیف عنوان کردند. فیلم در متاکریتیک میانگین نمره ۶۰ از ۱۰۰ را از سوی منتقدین و میانگین ۷٫۱ از ۱۰ را از سوی کاربران دریافت کرد. همچنین نمره ۶٫۸ از ۱۰ را از آی‌ام‌دی‌بی دریافت کرد. این فیلم با ۴۷۰ میلیون دلار فروش گیشه هشتمین فیلم پرفروش سال ۲۰۲۱ شد. دنباله‌ای از این فیلم برای انتشار در ۱۵ مارس ۲۰۲۴ برنامه‌ریزی شده‌است.